# دیم کورتر (مریلند)
دیم کورتر (به انگلیسی: Dames Quarter) شهری در ایالت مریلند کشور ایالات متحده آمریکا است که جمعیت آن در سرشماری سال ۲۰۱۰ میلادی، ۱۶۷ نفر بوده‌است.